# Manuel Cuadros
Manuel José Asencio Cuadros Viñas (Lima, 7 de diciembre de 1849 - Ib., 21 de septiembre de 1898) fue un ingeniero y político peruano. Se le atribuye el diseño de un tipo de torpedo, que fue hábilmente usado para causar el hundimiento de los buques chilenos Loa y Covadonga, durante la Guerra del Pacífico. Durante el periodo de la Reconstrucción Nacional, fue ministro de Fomento y Obras Públicas (1896-1897) y de Guerra y Marina (1898).

## Biografía
Fue el hijo único de Manuel Asencio Cuadros Loayza (magistrado y político) y de María Rosa Viñas. Cursó estudios en el Seminario Conciliar de Santo Toribio y en la Universidad Mayor de San Marcos. A los diez y siete años de edad fue uno de los fundadores de la Compañía de Bomberos "Municipal Lima N° 1" el 21 de abril de 1866 con la cual tomaría parte, actuando como bombero, en el combate del Callao del 2 de mayo de 1866 . Viajó a Europa, donde cursó estudios de ingeniería. Regresó al Perú y contrajo matrimonio con María Pflucker (1877).
Tras el estallido de la Guerra del Pacífico en 1879, integró la Guardia Urbana de Chorrillos, función que dejó al ser convocado por el dictador Nicolás de Piérola para que pusiera al servicio de su patria su experiencia en el mecanismo de torpedos, en momentos en que la escuadra enemiga bloqueaba el puerto del Callao. Integró así la brigada de torpedistas, de la que también formaron parte el capitán de fragata Leopoldo Sánchez Calderón y los alféreces de fragata Decio Oyague, Carlos Bondy, entre otros. Luego de una serie de pruebas, Cuadros perfeccionó un sistema explosivo de su propia invención, que instaló en los torpedos que fueron utilizados en el hundimiento del transporte artillado Loa, frente al Callao,  el 3 de julio de 1880, y el de la cañonera Covadonga, frente a las playas de Chancay, el 13 de septiembre de 1880. Reconocido como el autor y ejecutor de aquellas acciones, el gobierno de Piérola lo condecoró con la Cruz del Mérito Militar.
Derrotada las líneas defensivas peruanas y ocupada Lima por los chilenos, estos emprendieron una tenaz persecución contra Cuadros, que logró escapar dificultosamente, refugiándose en las montañas de Huánuco. Luego se unió a la resistencia que encabezaba el general Andrés A. Cáceres en la sierra. 
Finalizada la guerra, fue designado alcalde de Chorrillos, cuya reconstrucción empezó. El presidente Cáceres lo envió a Europa con la misión de seleccionar y comprar el armamento idóneo para el ejército.
Fue elegido diputado suplente por Lima (1886-1889) y senador suplente por Piura (1894). En el ínterin, fue administrador de la aduana del Callao, cuyo servicio reorganizó.
Durante el gobierno constitucional de Piérola fue nombrado Ministro de Fomento y Obras Públicas, cargo que ejerció de 8 de agosto de 1896 a 29 de octubre de 1897, siendo el segundo titular de dicho ministerio, recién creado. Desde dicha función, favoreció la exploración de los ríos Madre de Dios, Ucayali y Pichis para estudiar la posibilidad de abrir vías de comunicación y explotar los recursos de esa parte de la amazonía peruana. 
Pasó luego a ser titular del Ministerio de Guerra, que ejerció de 16 de mayo de 1898 hasta su fallecimiento el 21 de septiembre del mismo año. En tal calidad, le correspondió establecer el servicio militar obligatorio.
El 13 de septiembre de 2012 el Ejército del Perú, crea el servicio de Ciencia y Tecnología, el cual está conformado por oficiales del ejército de procedencia universitaria, fue nombrado como patrono de este servicio el Ing. Manuel José Antonio Cuadros Viñas .

## Matrimonio y Descendencia
Contrajo matrimonio en 1877 con María Pflucker de cuya union nacen seis hijos
- María Adriana Cuadros Pflucker
- Manuel Gonzalo Cuadros Pflucker
- Leonor Cuadros Pflucker
- Hortencia Cuadros Pflucker
- Rafael Cuadros Pflucker
- Felipe Cuadros Pflucker